# Onze-Lieve-Vrouw-Onbevlekt-Ontvangenkerk (Anderlecht)
De Onze-Lieve-Vrouw-Onbevlekt-Ontvangenkerk is een rooms-katholiek kerkgebouw te Anderlecht, gelegen aan Dokter De Meersmanstraat 17 in de wijk Kuregem.

## Architectuur
Het is een kerk in neogotische stijl waaraan men gebouwd heeft van 1856 tot 1900. Drie architecten hebben aan het gebouw gewerkt: H. Raeymaeckers, E. A. J. Cels en Jules Jacques Van Ysendyck. Vooral de voorgevel is rijkelijk versierd. Deze is bekleed met witte hardsteen. Het driebeukige kerkschip en het koor zijn veel soberder, en uitgevoerd in oranje baksteen, terwijl de vensters met natuursteen zijn omlijst.
De voorgevel bezit een rijkversierd portaal en een halfingebouwde centrale toren (portaaltoren), gedekt door een hoge achtkante spits en voorzien van twee lagere, flankerende torentjes. Er zijn drie spitsbogige vensters.

## Orgel
Het orgel is van 1931 en werd gebouwd door Jules Anneessens-Tanghe.

## Illustraties

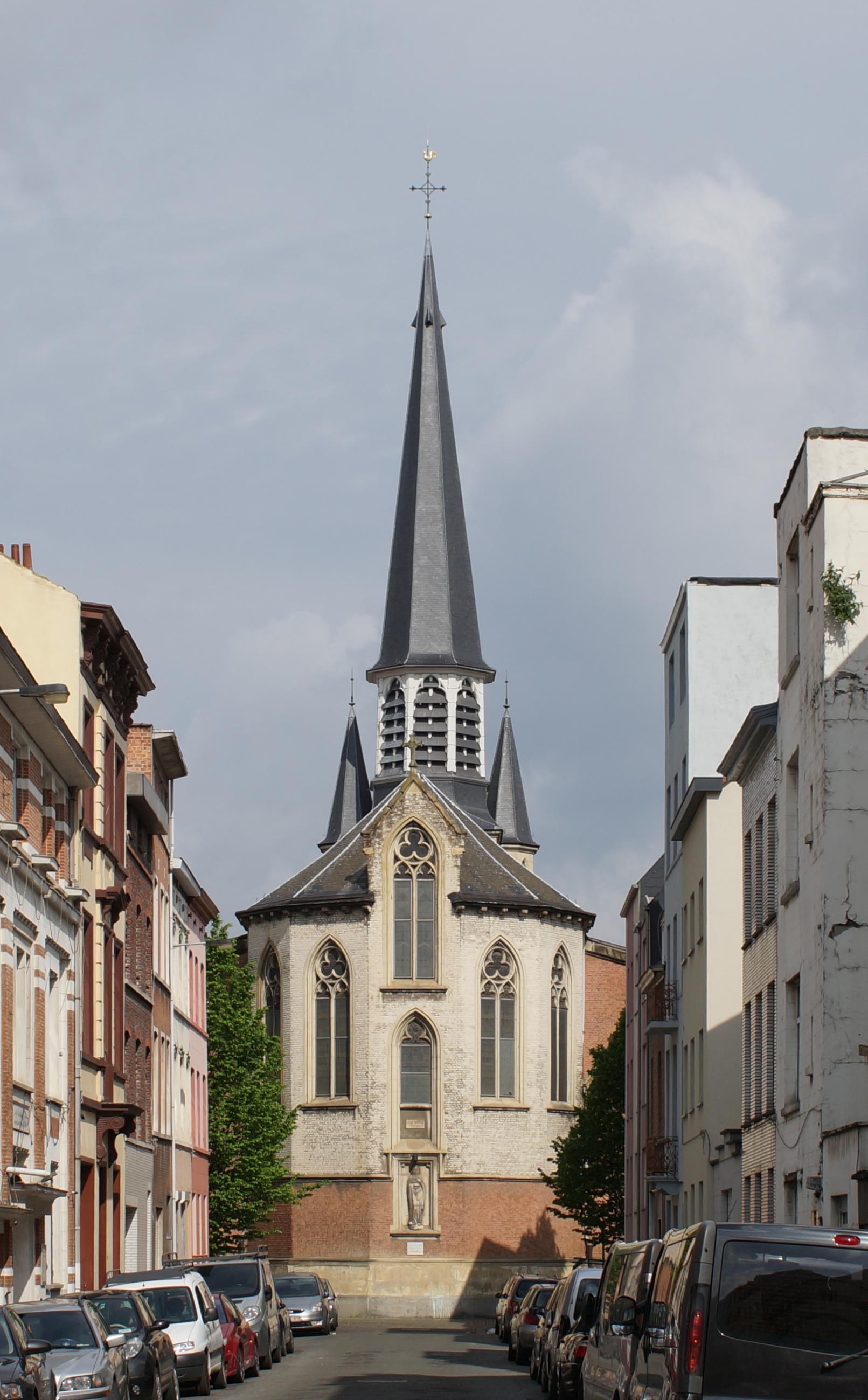
Achteraanzicht
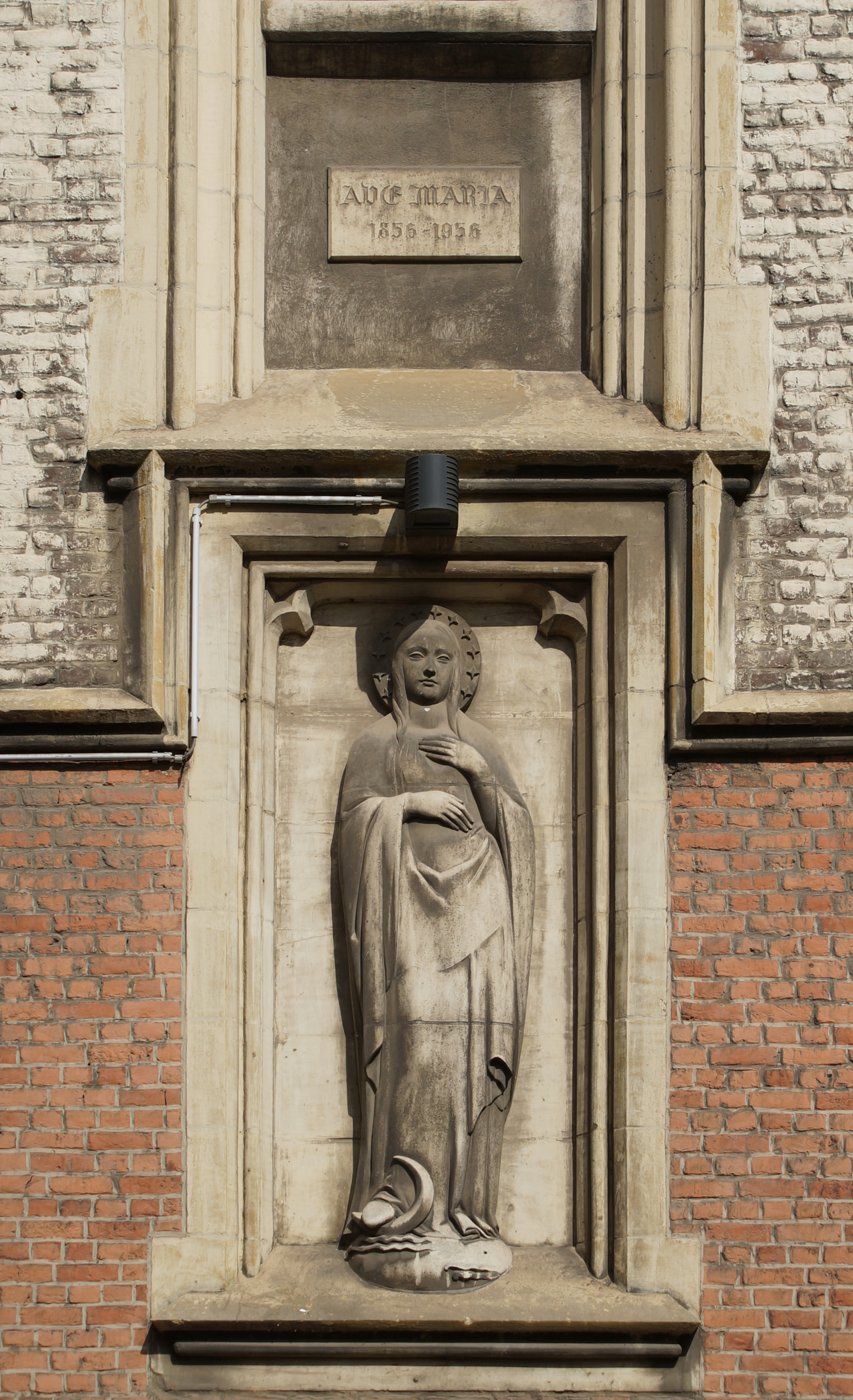
Achteraanzicht (detail)